# 聽見最初的歌
《聽見最初的歌》（はじまりのうたが聴こえる）為日本女歌手華原朋美的第28張單曲。標題曲為小室哲哉睽違16年半提供的樂曲。

## 說明
- 標題曲〈聽見最初的歌〉為小室哲哉自1998年發行的《nine cubes》（單曲則為《daily news》）之後睽違16年半的樂曲提供。帶側標語為「出道第20年的奇蹟。從這裡開始的嶄新啟程之歌」。樂曲本身於2014年的聖誕節交達華原手中，原本是希望由小室作詞兼作曲，但製作團隊建議「回顧過去發生的事後，此刻是有可以寫的東西的吧」，於是便自己作詞。
- 收錄曲〈Dear Friend〉為唱出對歌迷之感謝的歌。在20週年演唱會上，公布華原本人親手執導、攝影與編輯的音樂錄影帶。

## 收錄歌曲
1. 聽見最初的歌（はじまりのうたが聴こえる）
  - 作詞：華原朋美。作曲：小室哲哉
2. Dear Friend
  - 作詞：華原朋美、高木洋一郎。作曲：高木洋一郎
3. 聽見最初的歌 (Instrumental)
4. Dear Friend (Instrumental)